# Bartl Gensbichler
Bartholomäus Gensbichler detto Bartl (Saalbach, 9 settembre 1956) è un ex sciatore alpino austriaco.

## Biografia
Sciatore polivalente originario di Hinterglemm, Bartl Gensbichler ottenne i primi risultati di rilievo in carriera agli Europei juniores di Jasná 1974, dove vinse la medaglia d'oro nella discesa libera e quella d'argento nello slalom gigante e nello slalom speciale; in Coppa del Mondo ottenne il primo piazzamento di rilievo il 25 gennaio 1976 a Kitzbühel in combinata (8º) e in quella stessa stagione 1975-1976 in Coppa Europa arrivò 3º nella classifica di discesa libera.
Il 13 marzo 1977 conquistò l'unico successo di carriera in Coppa del Mondo, nonché unico podio, nella discesa libera di Heavenly Valley davanti al compagno di squadra Ernst Winkler e al tedesco occidentale Peter Fischer; in quella stagione 1976-1977 in Coppa Europa fu 2º nella classifica di discesa libera. L'11 marzo 1978 ottenne l'ultimo piazzamento della sua attività agonistica giungendo 6º nella discesa libera di Coppa del Mondo disputata a Laax; non prese parte a rassegne olimpiche e non ottenne piazzamenti ai Campionati mondiali.

## Palmarès

### Europei juniores
- 3 medaglie[1][3]:
  - 1 oro (discesa libera a Jasná 1974)
  - 2 argenti (slalom gigante, slalom speciale a Jasná 1974)

### Coppa del Mondo
- Miglior piazzamento in classifica generale: 32º nel 1977
- 1 podio (in discesa libera):
  - 1 vittoria

#### Coppa del Mondo - vittorie
| Data          | Località        | Paese       | Specialità |
| ------------- | --------------- | ----------- | ---------- |
| 13 marzo 1977 | Heavenly Valley | Stati Uniti | DH         |

Legenda:

DH = discesa libera

### Coppa Europa
- Miglior piazzamento in classifica generale: 7º nel 1976[5]
- 8 podi[5]:
  - 3 vittorie
  - 3 secondi posti
  - 2 terzi posti

### Campionati austriaci
- 1 medaglia[1]:
  - 1 argento (slalom speciale nel 1976)

### Campionati austriaci juniores
- 5 medaglie[1]:
  - 2 ori (discesa libera nel 1972; slalom gigante nel 1974)
  - 1 argento (slalom gigante nel 1974)
  - 2 bronzi (slalom gigante nel 1973; slalom gigante nel 1974)